# Antoni Poniatowski
Antoni Poniatowski – archiwista Departamentu Interesów Cudzoziemskich, złożył akces do insurekcji kościuszkowskiej,  archiwista loży wolnomularskiej Świątynia Izis w 1785 roku.
Deszyfrant Gabinetu Jego Królewskiej Mości, pracownik gabinetu do Ekspedycji Zagranicznych Straży Praw. 